# Бойовий шпиталь (телесеріал)
Бойовий шпиталь, військовий госпіталь (англ. Combat Hospital) — американо-канадійський телесеріал, прем'єра якого відбулася 21 червня 2011 року на ABC у США, та на Global у Канаді.

## Сюжет
Дія серіалу відбувається у 2006 році у м. Кандагарі в Афганістан. У центрі сюжету життя та діяльність лікарів та медсестер із «ISAF» зокрема з Канади, США, Великої Британії, Австралії, Німеччини та інших країн.

## У ролях
- Мішель Борт — майор Ребека Гордон, травматолог з Канади
- Еліас Котеас — канадський полковник Ксав'є Маркс
- Тері Чен — капітан Бобі Тренг, лікар
- Арнольд Пінок — співробітник по догляду за хворими «Віл Рояль»
- Дебора Кара Ангер — австралійський армійський психіатр, майор Грейс Педерсен
- Люк Маблі — британський нейрохірург Саймон Хіл
- Алі Казмі — капелан Девід Недайял
- Елен Вонг — майор Сьюзі Чао